# 케니 이건
케니 이건(영어: Kenny Egan)으로 잘 알려진 케네스 이건(영어: Kenneth Egan, 1982년 1월 7일~)은 아일랜드의 전직 권투 선수이다. 2008년 하계 올림픽에서 남자 라이트헤비급 은메달을 획득했고 유럽 선수권 대회에서 동메달 2개를 획득했다.